# Philip Gambone
Philip Gambone (Wakefield, Massachusetts, 21 de julio de 1948) es un escritor estadounidense.

## Vida académica y profesional
Gambone obtuvo una licenciatura de la Harvard College y una maestría de la Episcopal Divinity School. Su escritura ha cubierto muchos géneros, incluidas novelas y cuentos, reminiscencias personales, no ficción y ensayos académicos, así como reseñas de libros y entrevistas.

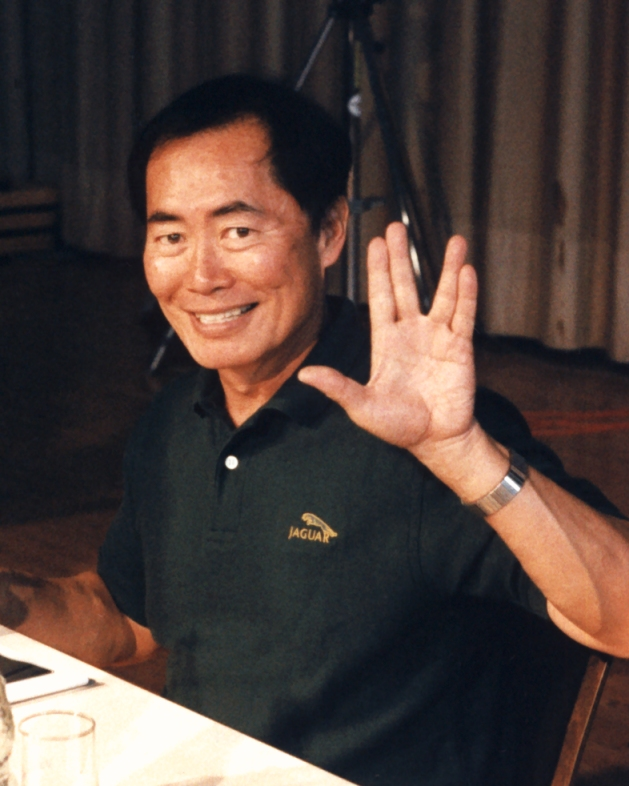
El actor George Takei fue uno de sus entrevistados

Ha publicado cuatro obras de larga duración, comenzando con una colección de cuentos titulada The Language We Use Up Here (el lenguaje que usamos aquí) en 1991. Fue nominado para un Premio Literario Lambda, y una crítica en la revista Harvard lo llamó "inspirado en silencio". Otros cuentos han aparecido en una amplia variedad de revistas y antologías. Something Inside: Conversations with Gay Fiction Writers (algo dentro: conversaciones con escritores de ficción gay) aparecieron en 1999. Publisher's Weekly dijo que sus "entrevistas son un sondeo cuidadoso que proporciona información sobre los métodos de trabajo y las preocupaciones estéticas, personales y sociales de un variado grupo " y que su "conocimiento del trabajo de cada escritor y su sensibilidad para el oficio es impresionante ". El Montreal Mirror lo calificó como «un rico retrato colectivo de algunos de los escritores gay más importantes e interesantes de las últimas tres décadas». Entre los 21 incluidos estaban Joseph Hansen, Edmund White y David Leavitt.
Su primera novela, Beijing: A Novel (Pekín: una novela) , apareció en 2003. Multicultural Review señaló que "lo que hace que el libro sea de especial interés para los lectores de literatura multicultural, es su descripción de un esfuerzo honesto por ver, comprender y participar emocionalmente en otra cultura sin ser condescendiente o distante".
Otra colección de piezas de no ficción basadas en entrevistas apareció en 2010 bajo el título Travels in a Gay Nation: Portraits of LGBTQ Americans (Viajes en una nación gay: retratos de estadounidenses LGBTQ). Andrew Holleran escribió que era "como ir a cenar con gente a la que le encantaría conocer pero no conoce" y llamó a Phil Gambone "el sustituto perfecto para el lector impresionantemente preparado, comprensivo e inteligente". Dibujó a sus 44 sujetos de todos los rincones de la comunidad gay, incluidos, por ejemplo, la compositora Jennifer Higdon, George Takei de Viaje a las Estrellas y la activista contra la guerra Mandy Carter.

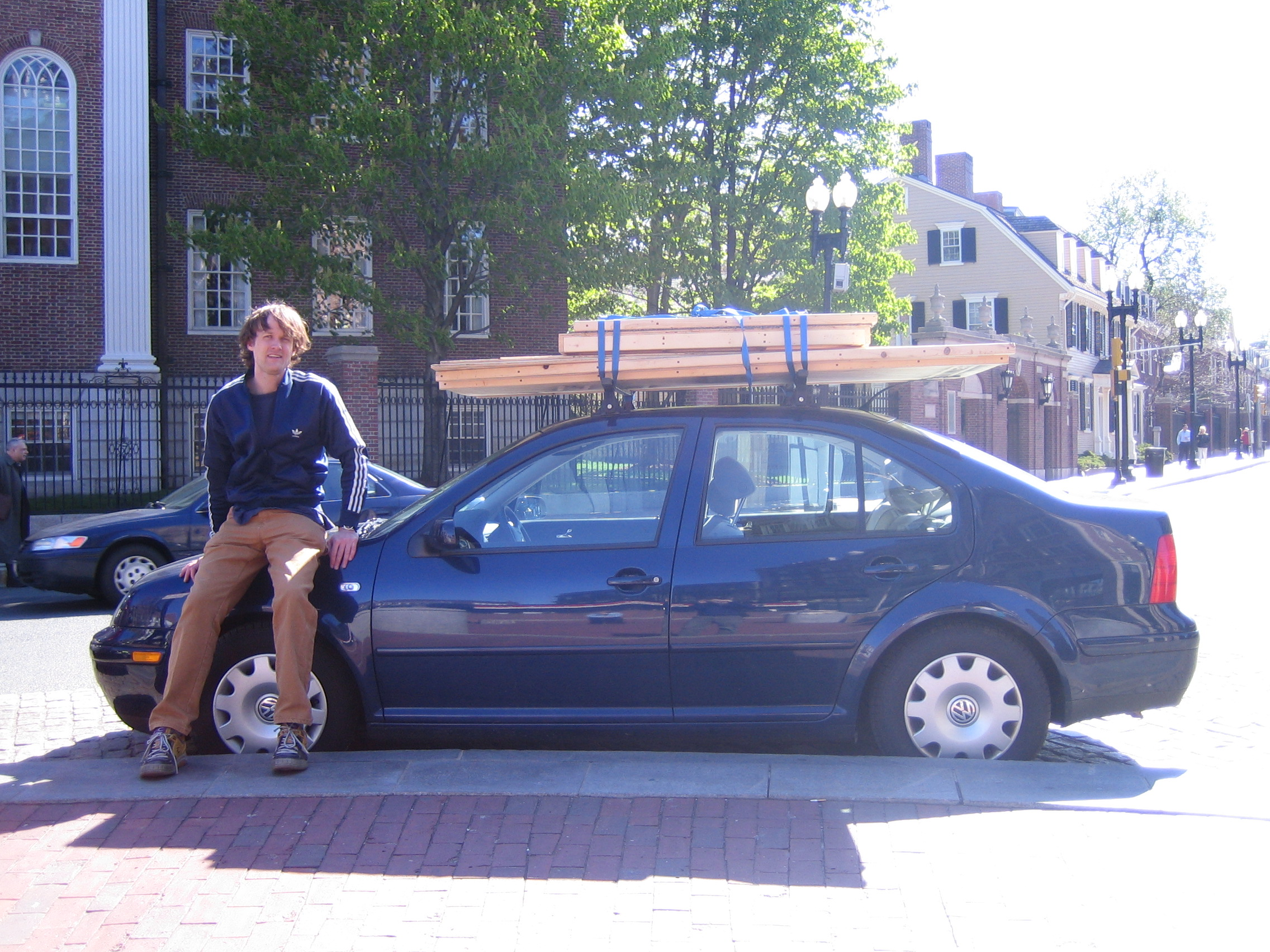
Universidad de Harvard, Plaza Cambridge

Gambone también ha publicado ensayos sobre China y la literatura china, en publicaciones como el The Boston Globe y The New York Times. También ha contribuido ensayos a libros de texto sobre la China antigua y moderna.
Sus numerosos premios incluyen becas de artistas otorgadas por el Consejo Cultural de Massachusetts, la Colonia MacDowell y la Fundación Helene Wurlitzer, así como una beca de investigación de la Sociedad Histórica de Massachusetts. Best American Short Stories, 1989 (Houghton Mifflin, 1990) también reconoció su trabajo.
Gambone ha enseñado escritura en la Universidad de Massachusetts Boston y Boston College. También ha enseñado en el programa de escritura expositiva en Harvard. Enseña en el programa de escritura en la Harvard Extension School, que le ha otorgado dos veces Citas de Enseñanza Distinguida.
Gambone trabajó 27 años en la facultad de The Park School en Brookline, Massachusetts, y enseñó inglés en la Academia de la Universidad de Boston, hasta su jubilación en 2017. 

## Publicaciones
No ficción
- Gambone, Philip (1999). Something inside : conversations with gay fiction writers. Madison, Wisconsin [u.a.]: Univ. of Wisconsin Press. ISBN 978-0-299-16130-9.
- Gambone, Philip (2010). Travels in a gay nation : portraits of LGBTQ Americans. Madison, Wisconsin: University of Wisconsin Press. ISBN 978-0-299-23684-7.

Ficción
- Gambone, Philip (1991). The language we use up here : and other stories. New York: Dutton. ISBN 978-0-525-93311-3.
- Gambone, Philip (2003). Beijing : a novel. Madison, Wisconsin: University of Wisconsin Press. ISBN 978-0-299-18490-2.

Artículos eruditos
- An Introduction to Sixteenth-Century China"[9]
- "War Continues, 1945-1949"[9]
- "China in the South Seas"[10]
- "Gary Glickman" in Emmanuel Nelson, ed., Contemporary Gay American Novelists (Greenwood, 1993)
- "Frank Kameny" in American National Biography (Oxford University Press, 2014)